# Bokermannohyla juiju
Espèce
Bokermannohyla juiju est une espèce d'amphibiens de la famille des Hylidae.

## Répartition
Cette espèce est endémique de l'État de Bahia au Brésil. Elle se rencontre vers 1 300 m d'altitude dans le Parc national de la Chapada Diamantina à Palmeiras.

## Description
Le spécimen adulte mâle observé lors de la description originale mesure 54,4 mm de longueur standard.

## Étymologie
Le nom spécifique juiju vient du tupi jui, la grenouille, et de ju, l'épine, en référence aux épines prépollicales et humérales de cette espèce.

## Publication originale
- Faivovich, Lugli, Lourenço & Haddad, 2009 : A New Species of the Bokermannohyla martinsi Group from Central Bahia, Brazil with Comments on Bokermannohyla (Anura: Hylidae). Herpetologica, vol. 65, no 3, p. 303-310 (texte intégral).